# Issaka Ali
Issaka Ali (né en 1954 à Madaoua[réf. nécessaire]) est un homme politique et un homme d'affaires nigérien. Marié et père de trois enfants, il est l'un des membres fondateurs du Parti nigérien pour la démocratie et le socialisme (PNDS TARAYYA).

## Biographie
Topographe de formation[réf. nécessaire], Issaka Ali est membre du PNDS. Il a été député national de 2004 à 2009. 
En 2009, il est réélu député puis de nouveau en 2011, sur la liste du Mouvement national pour la société du développement (MNSD) devenu parti d'opposition. Il est membre du groupe parlementaire d'opposition de l'Alliance pour la réconciliation nationale (ARN), mais apporte toutefois son soutien à la coalitation présidentielle, le MRN, aux côtés de neuf autres députés ayant annoncé dès août 2013 rejoindre le camp présidentiel.
Il est nommé conseiller spécial avec rang de ministre du Président de la République, Mahamadou Issoufou, en 2011  à la cellule technique et politique. 
Le 10 août 2014 il a pris ses fonctions comme ambassadeur plénipotentiaire de la République du Niger auprès de la République Fédérale du Nigeria.